# Rondaniooestrus apivorus
Rondaniooestrus apivorus là một loài ruồi trong họ Tachinidae.